# Lluís Hernández Yzal
Lluís Hernández Yzal (Barcelona, 25 de septiembre de 1917 - San Pablo de Ordal, 24 de febrero de 2002) fue un farmacéutico español, fundador del Museo Español de Esperanto (HEM) en San Pablo de Ordal, Subirats, en la provincia de Barcelona, España.

## Biografía

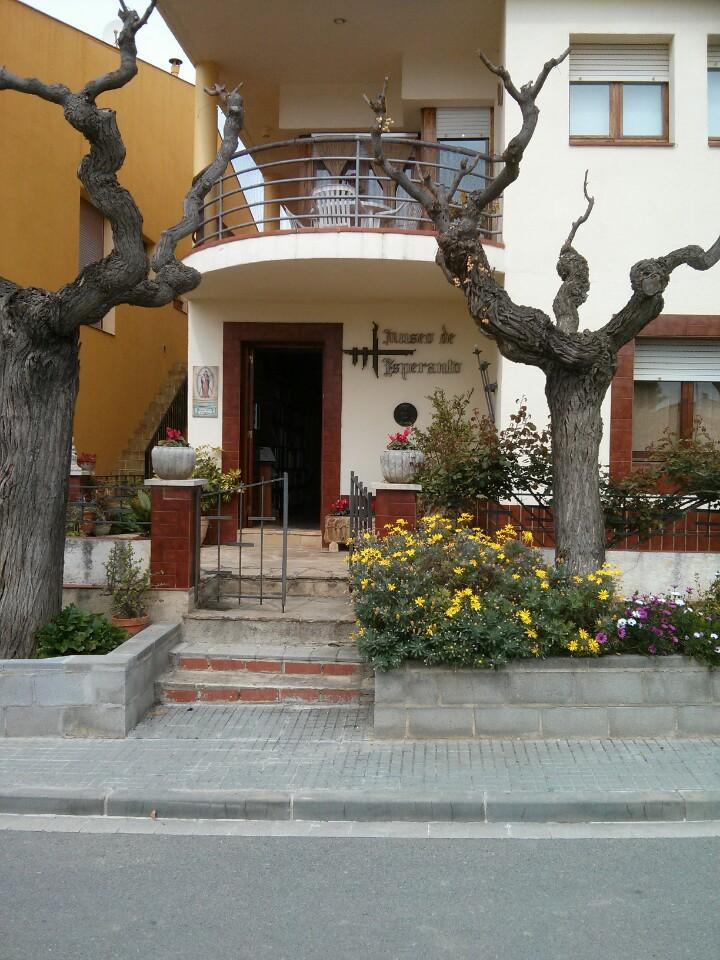
Museo del Esperanto en San Pablo de Ordal.

Fue juez de Paz de Subirats durante 30 años, y desde que se jubiló pasaba casi todo el día trabajando en el museo de la calle del Dr. Ludwig Lazarus Zamenhof de San Pablo de Ordal. Luis Hernández era un barcelonés que llegó a San Pablo de Ordal en el año 1945 para abrir una farmacia. Se casó con una vecina del municipio, Teresa Massana, y tuvo un hijo, Rafael, que también ha acabado siendo farmacéutico. Murió de cáncer en 2002.

## Esperantismo
Comenzó a estudiar el esperanto a partir de los años 50, escribiéndose con esperantistas de todo el mundo, iniciando así su colección de libros y revistas en esperanto. En varias ocasiones explicó que la persona que le introdujo en el movimiento esperantista fue el vilafranquino Ricard Sans Compte, el célebre, en Villafranca del Panadés, Sans de las bicicletas, así como el veraneante de San Pablo de Ordal, MIserachs. Esto fue hacia el año 1962, poco antes del Congreso Nacional de Esperanto que se celebró en Barcelona el año siguiente. Empezó a trabajar seriamente en el tema esperantista después de su participación en dicho congreso celebrado en el año 1963. 
Pronto se convirtió en un miembro vitalicio de la Asociación Universal de Esperanto. Ya en 1968 inauguró el Museo del Esperanto en San Pablo de Ordal (Subirats), en una dependencia de su farmacia, su colección contaba ya con más de 1.500 libros y más de 5.000 revistas. Coincidiendo con la X Asamblea Esperantista de la provincia de Barcelona, se procedió a la inauguración del museo, se descubrió una placa en honor a Ludwig Lazarus Zamenhof en la que posteriormente sería la calle que llevaría su nombre y se celebró una misa en esperanto. 
Después de cuatro o cinco años, y con tanto material recogido, la habitación y su propia casa ya no eran suficiente. Hernández construyó una casa separada en una calle adyacente, a la que trasladó su colección, y que fue inaugurada en 1974, dando origen así a una de las mejores bibliotecas esperantistas del mundo.
En una entrevista publicada hace años en la revista 3d8, Hernández decía que el esperanto «es una especie de humanismo que va más allá del tema estricto de la lengua y que se convierte en un pensamiento de fraternidad universal que no toma en consideración las diferencias de raza, idioma y religión».
Hernández estuvo muy ligado al esperantismo católico y creó la revista «Rondo Takács», junto a Ana Molera, hija del coleccionista Ramón Molera, y el húngaro Árpád Máthé. Con esta publicación tuvieron como objetivo hacer un inventario completo de las publicaciones en lenguas artificiales o planificadas. También quisieron honrar la memoria de József Takács (1890-1944), redactor de diversas revistas en esperanto, que había publicado en 1934 el Katalogo de la Esperanto-Gazetaro.